# 9365 Chinesewilson
9365 Chinesewilson è un asteroide della fascia principale. Scoperto nel 1992, presenta un'orbita caratterizzata da un semiasse maggiore pari a 2,2700831 UA e da un'eccentricità di 0,0778640, inclinata di 4,00946° rispetto all'eclittica.